# Mollusque abyssal

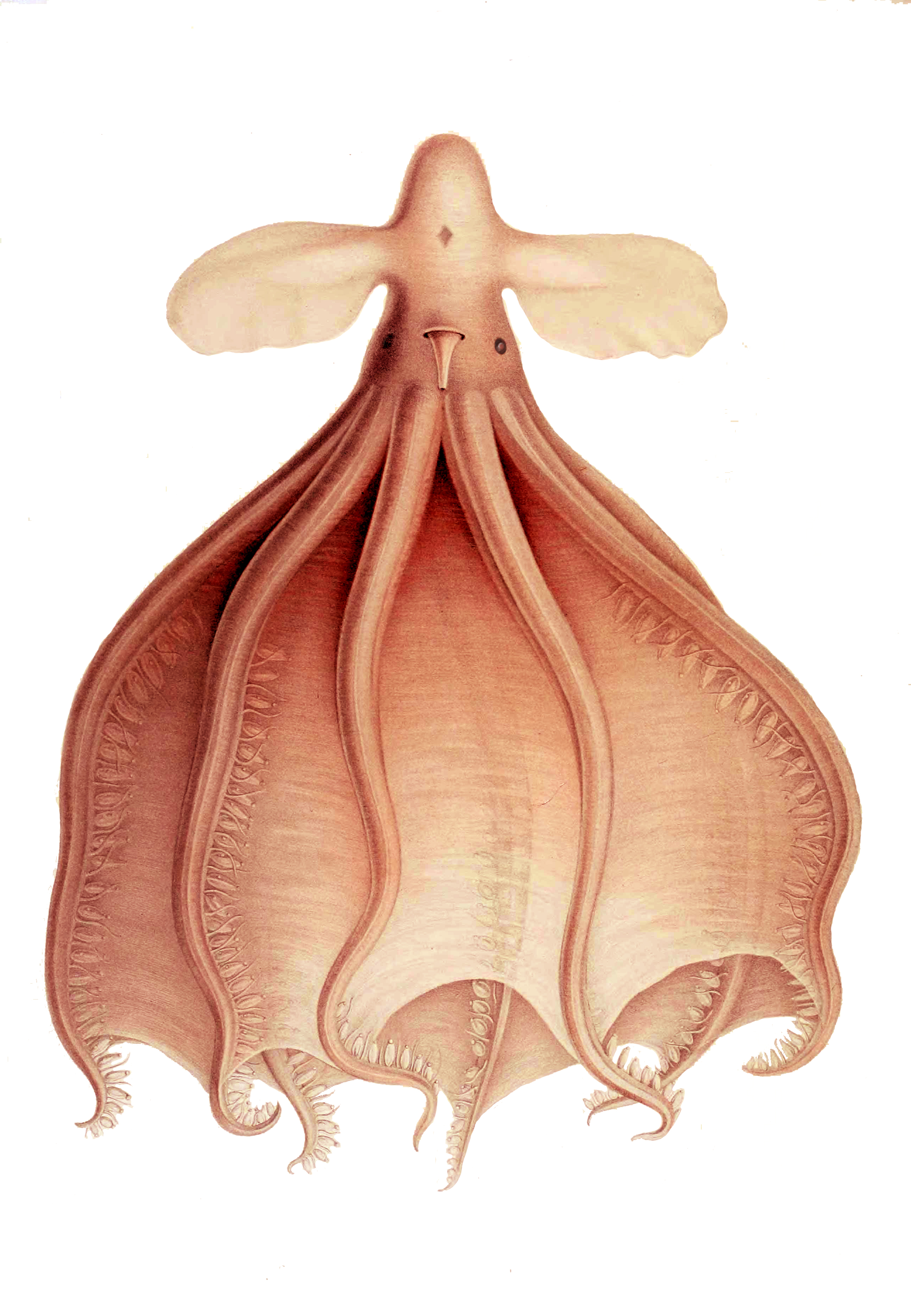
Une cirrate de Murray (Cirrothauma murrayi).

Un mollusque abyssal, mollusque des abysses ou mollusque des profondeurs océaniques est un mollusque qui passe la plus grande partie de sa vie dans les abysses. Les mollusques des abysses constituent un élément important de la faune abyssale. En raison de leur difficile accessibilité, on ne sait que peu de choses de leur comportement, on ne peut le déduire qu'à partir de leur anatomie.

## Mollusques des abysses

### Céphalopodes
- Spirulida — Spirules
- Teuthida — Calmars
  - Architeuthidae — Calmars géants
  - Bathyteuthidae
  - Chiroteuthidae
  - Cranchiidae  — Calmars de verre
  - Enoploteuthidae
  - Gonatidae
  - Histioteuthidae
  - Joubiniteuthidae — Calmar de Joubin
  - Magnapinnidae
  - Onychoteuthidae
  - Chtenopterygidae
  - Promachoteuthidae
- Octopoda
  - Cirroteuthidae
  - Stauroteuthidae
  - Opisthoteuthidae
  - Amphitretidae
  - Bolitaenidae
  - Vitreledonellidae
  - Alloposidae
  - Octopodidae
    - Pareledone
    - Benthoctopus
    - Bathypolypus
    - Megaleledone setebos
- Vampyromorphida
  - Vampyroteuthis infernalis

### Bivalves
- Bathymodiolus
- Cuspidariidae
- Keliellidae
- Limidae
- Malletiidae
- Nuculanidae
- Nuculidae
- Pectinidae
- Pholadidae
- Poromyacidae
- Teredinidae
- Thyasiridae
- Verticordiidae
- Vesicomyidae

### Gastéropodes
- Alcididae
- Cocculinidae
- Phylinidae
- Melanellidae
- Retusidae
- Scaphandridae
- Trochidae
- Volutidae
- Melanodrymiidae
- Neomphalidae
- Peltospiridae
  - Gigantopelta chessoia
- Lepetodrilidae
- Clypeosectidae
- Sutilizonidae

### Monoplacophores
- Tryblidiida
  - Laevipilinidae
  - Neopilinidae
  - Tryblidiidae

### Polyplacophores
- Lepidopleuridae

### Neomeniomorphes
- Chaetodermatidae
- Neomeniidae